# Hutthurm
Hutthurm är en köping (Markt) i Landkreis Passau i Regierungsbezirk Niederbayern i förbundslandet Bayern i Tyskland.